# Irene Frei
María Irene Frei Montalva (Lontué, 3 de enero de 1916-Santiago, 15 de agosto de 1964), también conocida como Irene Frei de Cid, fue una asistente social y política chilena, conocida por ser hermana del presidente Eduardo Frei Montalva. Ejerció como regidora de Santiago entre 1963 y 1964.

## Familia y estudios
Nació en Lontué en 1916, siendo la tercera hija del matrimonio compuesto por Eduardo Frei Schlinz, austríaco de origen suizo que llegó a Sudamérica a los 24 años, con Victoria Montalva Martínez. Sus dos hermanos mayores eran Eduardo (nacido en 1911) y Arturo (nacido en 1914).
En 1919 la familia Frei regresó a Santiago, donde vivían originalmente. Realizó sus estudios secundarios en el Liceo N.º 3 de Niñas de esa ciudad, desde donde egresó en 1934. Al finalizar estos, ingresó a la Escuela de Servicio Social Elvira Matte de Cruchaga de la Universidad Católica, donde obtuvo su título de visitadora social el 4 de noviembre de 1939.
Durante su vida profesional se dedicó a la atención especial de las clases más necesitadas, trabajando en el Patronato Nacional de la Infancia y en el Hospital Roberto del Río, donde conoció al médico Luis Cid, con quien contrajo matrimonio en 1942, pero no tuvieron hijos.

## Carrera política
Al igual que su hermano Eduardo, se hizo militante del Partido Demócrata Cristiano (PDC). Dentro del partido comenzó a adquirir notoriedad, siendo directora del Departamento Nacional Femenino, representante de las mujeres en el Consejo Nacional y directora del Departamento de Acción Social.
Su entrada formal a la política ocurrió con su candidatura en las elecciones de regidores de abril de 1963, en donde fue elegida regidora de la Municipalidad de Santiago, asumiendo su cargo el 19 de mayo del mismo año. Su trabajo político se desarrolló en el mismo ámbito de su trabajo como asistente social.
Cuando comenzó la campaña presidencial de su hermano Eduardo, se entregó por entero a los trabajos electorales, asistiendo a cuantas concentraciones políticas le era posible. Cuando se aprestaba a salir de Santiago y asistir a una de ellas en la localidad de Navidad, sufrió un accidente automovilístico en la esquina de las avenidas Bilbao y José Manuel Infante que le costó la vida, el 15 de agosto de 1964, faltando menos de un mes para la elección presidencial de dicho año.
Para elegir a su reemplazante en el concejo municipal de Santiago, el 7 de marzo de 1965 se realizó una elección extraordinaria de regidor, en conjunto con las elecciones parlamentarias. En dicha ocasión triunfó Sara Gajardo (PDC), quien se impuso sobre Humberto Elgueta (independiente), Luis Castillo Ledesma (PR) y Luis Barros Torres (PL).

## Homenajes póstumos
En homenaje, numerosas obras, escuelas, consultorios y barrios, entre otras, llevan su nombre en Chile. En septiembre de 1964 la Municipalidad de Las Condes acordó nombrar como Irene Frei la plaza ubicada en la intersección de las avenidas Vitacura, Manquehue Norte y Juan XXIII.